# Пухирник звичайний
Пухирник звичайний (Utricularia vulgaris) — вид рослин роду пухирник (Utricularia).

## Будова
Водяна рослина, що вільно плаває і не прикріплена до ґрунту. Стебло пірчасторозсічене на війчасті дольки, що схожі на волоски. По рослині розміщені досить великі пухирці, що можуть ловити дрібних водних комах. Кожен пухирець має ротовий отвір, по краях якого ростуть розгалужені волоски та декілька шорстких щетинок. Ротова порожнина відкривається від дотику тваринки. Жертву засмоктується в середину з током води. Назад вона вибратися не може, бо клапан відразу закривається. У пухирці тварина перетравлюється рослиною. Стебло може досягати 1-2 м. Суцвіття виступає над водою під час квітування. Це китиця із 5–10 квіток із чашечкою та віночком, що мають форму двох «губів». По золотисто-жовтому віночку проходять оранжеві смужки (на опуклині нижньої губи).

## Поширення та середовище існування
Рослина широко поширена на Кавказі, у Західному та Східному Сибіру, Арктиці, Далекому Сході, Середній Азії, Середній та Атлантичній Європі, Середземномор'ї, Малій Азії, Китаї, Японії та Північній Америці. В Україні росте на півночі. На півдні Лісостепу та в Криму зустрічається дуже рідко.
Пухирник звичайний переважно зростає у замкнених та малопроточних водоймах.

## Галерея

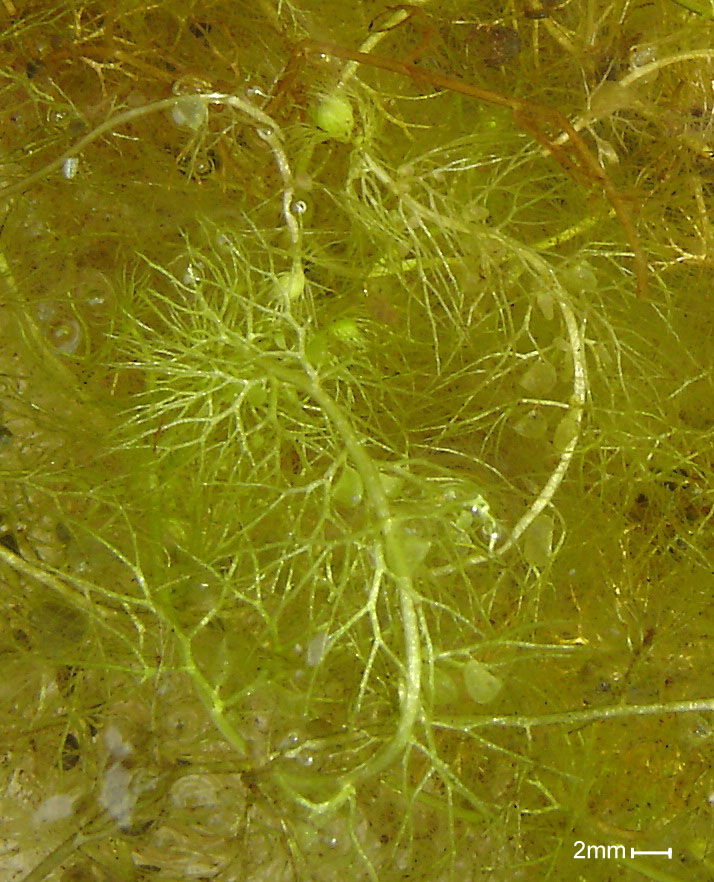
Рослина у ставку
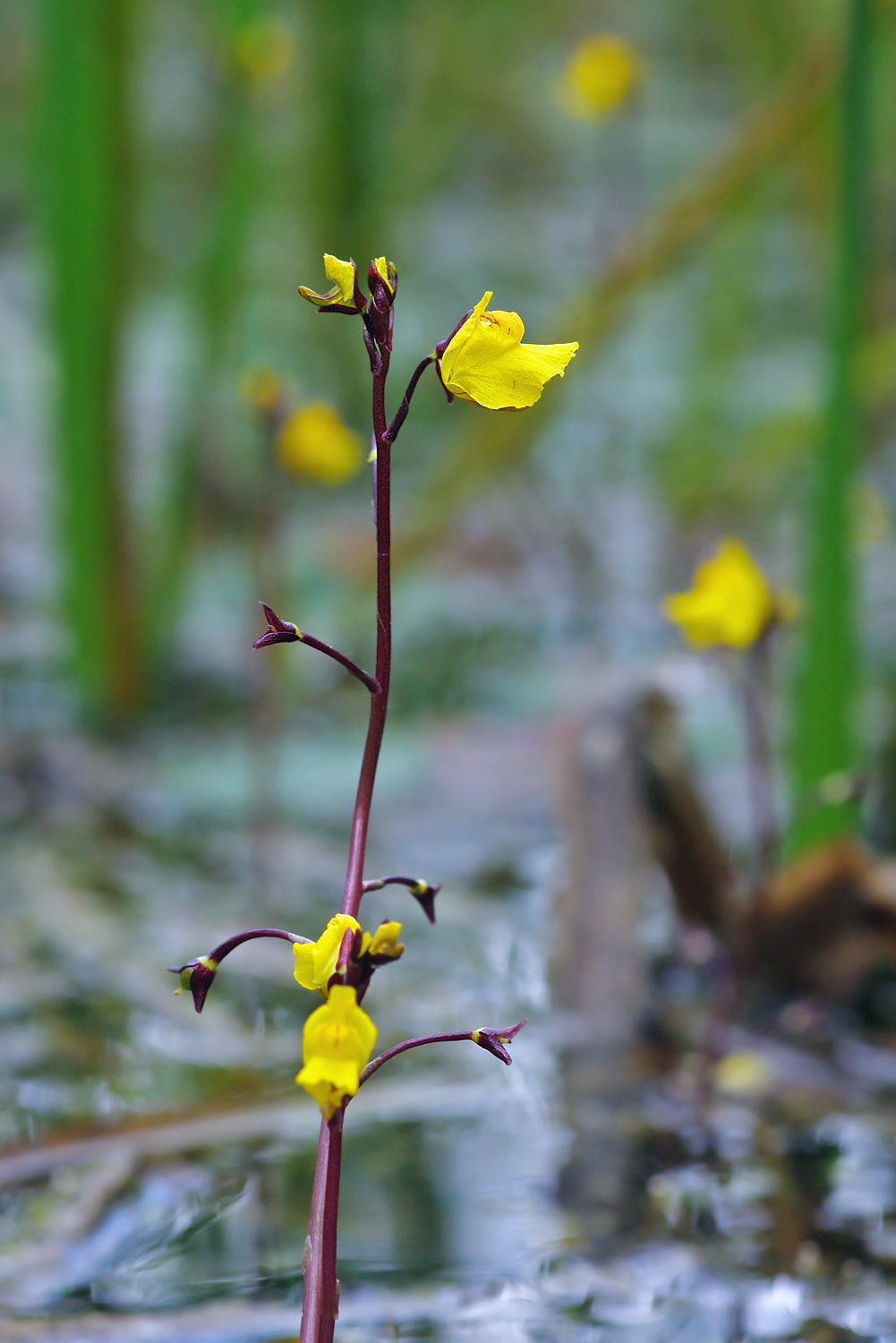
Суцвіття виступає над водою
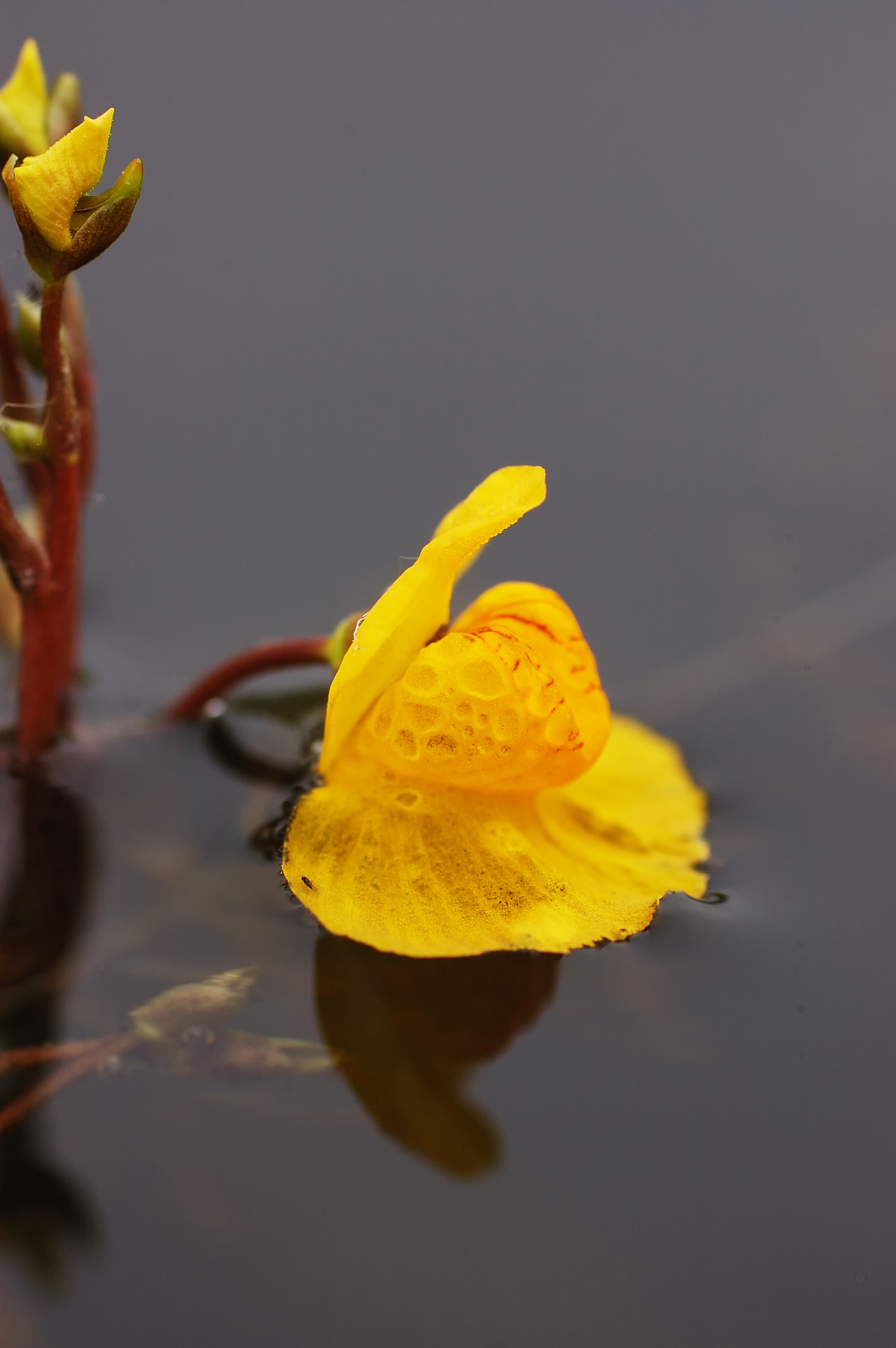
Квітка
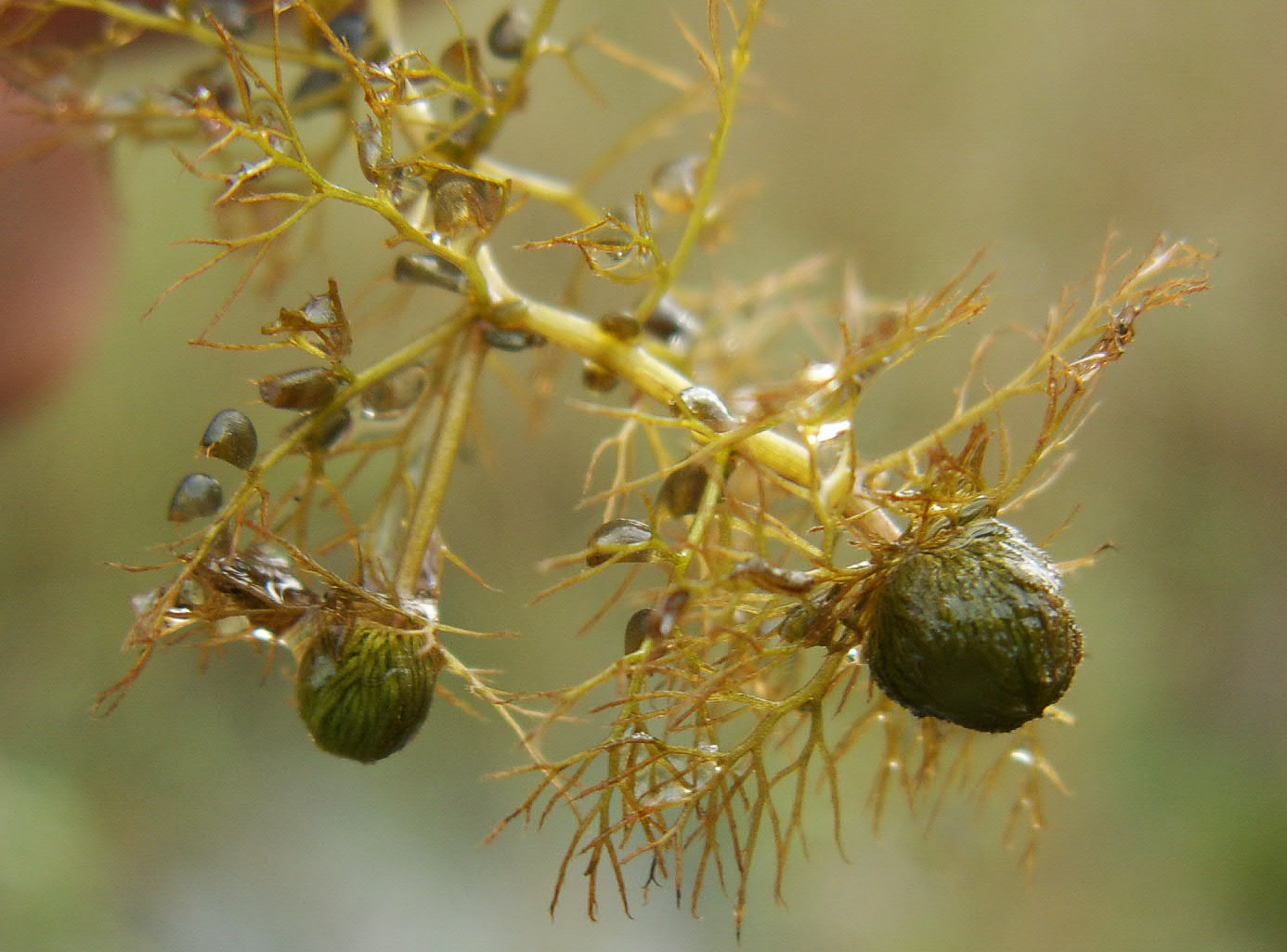
Пухирці